# E8 (Maleisië)

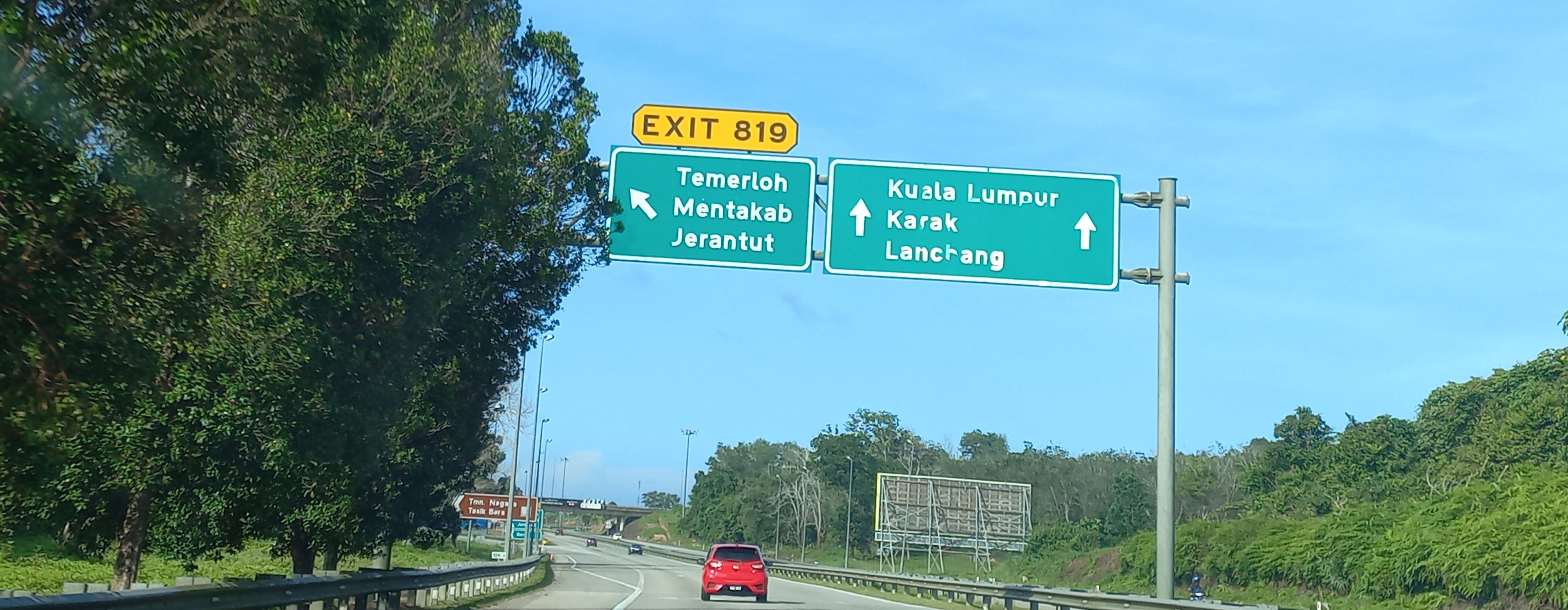
De E8

De E8 of Lebuhraya Pantai Timur (East Coast Expressway) is een autosnelweg in Maleisië. De snelweg is 433 kilometer lang en vormt een verbinding tussen Karak en Kuala Nerus. De E8 werd aangelegd tussen Karak–Jabur in 2004, en tussen Jabur en Kuala Nerus in 2015.
E1 ·
E2 ·
E3 ·
E4 ·
E5 ·
E6 ·
E7 ·
E8 ·
E9 ·
E10 ·
E11 ·
E12 ·
E13 ·
E14 ·
E15 ·
E16 ·
E17 ·
E18 ·
E19 ·
E20 ·
E21 ·
E22 ·
E23 ·
E24 ·
E25 ·
E26 ·
E27 ·
E28 ·
E29 ·
E30 ·
E31 ·
E32 ·
E33 ·
E35 ·
E36 ·
E37 ·
E38 ·
E39 ·